# Snu-pay Pants
Snu-pay Pants（スヌーペイパンツ）は、日本の4人組ミクスチャー・ロック、スポークン・ワードアーティスト。

## ライブ方法
ライブ演奏時は、コンピュータによる同期演奏を用いて、「梨の音楽隊」と呼ばれるドラム、ベース、ギターからなる楽器隊とともに演奏する。

## メンバー
- MC.NŌKŌ(21)

MC担当、スポークンワードを試みている。国立理系大学生である。
- ハイネケン幹事長

メロディ歌唱をメインとするが、時々ラップも行う。
- なをき。

MC担当、スポークンワードを試みている。食べるのが趣味である。
- KENSHING

MC、メロディ担当。

## 音楽性
様々な音楽が混じっており、歌謡からヒップホップ、ロックやジャズにまで及ぶ。基本的にマイナーコードを用いた曲になっており、作曲者のハイネケン幹事長曰く、「暗い音楽でないとつまらない」そうである。
作曲と編曲は主にハイネケン幹事長が行なっており、作詞はメンバーで話し合って決まるという。